# Ivano Ferrari
Ivano Ferrari (Mantova, 1948 – Mantova, 28 aprile 2022) è stato un poeta italiano.

## Biografia
Ivano Ferrari è nato a Mantova nel 1948. 
Dopo aver pubblicato A forma d'errore per il piccolo editore Forum nel 1986, ha partecipato all'antologia Nuovi poeti italiani 4 prima di dare alle stampe La franca sostanza del degrado nel 1999 per Einaudi.
Successivamente sono apparse altre tre raccolte di versi delle quali La morte moglie ha vinto il Premio Giovanni Pascoli 2014.
È stato dipendente comunale per gran parte della sua vita lavorativa, prima in veste di operaio al macello comunale, successivamente custode al Palazzo Te di Mantova.
È morto a Mantova il 28 aprile 2022.

## Opere

### Raccolte poetiche
- A forma d'errore, Forlì, Forum, 1986
- La franca sostanza del degrado, Torino, Einaudi, 1999 Collezione di poesia N.283 ISBN 88-06-14966-0.
- Macello, Torino, Einaudi, 2004 Collezione di poesia N.323 ISBN 88-06-16024-9.
- Rosso epistassi, Milano, Effigie, 2008 ISBN 978-88-89416-69-3.
- La morte moglie, Torino, Einaudi, 2013 Collezione di poesia N.415 ISBN 978-88-06-20808-0.

### Antologie
- Nuovi poeti italiani 4 a cura di Mauro Bersani, Torino, Einaudi, 1995 Collezione di poesia N.249 ISBN 88-06-13671-2.